# Jean-Jacques Darier
Jean-Jacques Darier (* 25. Juni 1803 in Le Petit-Saconnex; † 10. November 1885 in Plainpalais) war ein Schweizer Politiker und Richter. Von 1854 bis 1857 gehörte er dem Nationalrat an.

## Biografie
Der Sohn eines Emailmalers studierte ab 1819 Geisteswissenschaften der Akademie Genf. Ab 1829 war Darier in Genf als Sprachlehrer tätig, von 1835 bis 1840 auch als Kaufmann. In den Jahren 1847/48 leitete er die Briefpost des Kantons Genf. Ab 1851 arbeitete er bei der Fürsorgekasse (assistance mutuelle), von 1855 bis 1861 als Leiter der Abteilung für Direktbeiträge und ab 1871 als Buchführer.
Darier vertrat auf kantonaler Ebene radikalliberale Ansichten und wurde 1850 in den Grossen Rat gewählt, wo er Mitglied der Petitionskommission war. Er kandidierte mit Erfolg bei den Nationalratswahlen 1854. Im nationalen Parlament zählte er zu den gemässigten Liberalen, drei Jahre später verpasste er die Wiederwahl deutlich. 1858 trat er auch als Grossrat zurück.